# Senecio ragazzii
Senecio ragazzii là một loài thực vật có hoa trong họ Cúc. Loài này được Chiov. miêu tả khoa học đầu tiên.